# Дзлевиджвари
Дзлевиджвари (груз. ძლევიჯვარი) — село в Грузии, на территории Карельского муниципалитета края (мхаре) Шида-Картли.

## География
Село находится в центральной части Грузии, к востоку от реки Проне Восточная, на расстоянии приблизительно 9 километров (по прямой) к северо-северо-востоку от города Карели, административного центра муниципалитета. Абсолютная высота — 735 метров над уровнем моря.

## Население
По результатам официальной переписи населения 2014 года в Дзлевиджвари проживало 788 человека (394 мужчины и 394 женщины). В национальной структуре населения грузины составляли 99,6 %, осетины — 0,1 %, русские — 0,1 %, украинцы — 0,1 %.
| Год  | Население, человек |
| ---- | ------------------ |
| 2002 | 1378               |
| 2014 | ↘ 788              |